# Ciòiòi '68 - In Vietnam con l'orchestrina
Choi-oi! - L'incredibile avventura delle Stars nel Vietnam del '68 è un libro di Daniela Santerini edito da Youcanprint riguardante i tre mesi trascorsi nel Vietnam del Sud nel 1968-69.
Si basa essenzialmente sul diario tenuto da Daniela Santerini, tastierista, ed è corredato da alcune lettere inviate ai familiari da Viviana Tacchella, chitarrista del gruppo "Le Stars", e brani del diario annotato nel medesimo periodo da Rossella Canaccini, la cantante, e narra le vicissitudini di cui furono protagoniste le componenti del girl group toscano de Le Stars che fra il novembre 1968 e il gennaio 1969, a causa di un fraintendimento contrattuale, si trovò catapultato ad esibirsi nel sud-est asiatico.
Nell'infuriare della guerra del Vietnam, il gruppo - dal repertorio soul, r'n'b, beat - si trovò a suonare brani della tradizione melodica italiana come Volare, alternati a brani rock in voga all'epoca, per le truppe USA di stanza nelle basi militari dislocate nell'allora Saigon - oggi Città Ho Chi Minh -, a Chu Lai, nei pressi del delta del Nam Trung Bo e a Đà Nẵng.
Il titolo Choi-oi (troi oi in vietnamita) sta a indicare un'esclamazione in dialetto sudvietnamita che significa "Oh, mio Dio!".

## Le Stars
Il gruppo de Le Stars, nella formazione che affrontò il viaggio in Vietnam, si era formato nel 1967 a Piombino. Ne facevano parte la cantante Rossella Canaccini, di Livorno (all'epoca minorenne), Viviana Tacchella, piombinese, chitarrista (che con Rossella faceva parte di una precedente formazione del complesso del quale alcuni componenti erano confluiti in quello omologo denominato Le Molle), Daniela Santerini, di Pontedera, che in anni successivi è divenuta una scrittrice oltre che insegnante di musica, impegnata all'organo, Franca Deni, piombinese, al basso elettrico, e Manuela Bernardeschi, originaria di Pisa ma abitante a Piombino, alla batteria.
Il gruppo - che per un anno fu sotto contratto con la RCA Italiana (che in a quel tempo aveva in scuderia artisti in voga o in procinto di essere lanciati sul mercato come Gianni Morandi, Lucio Dalla, Antonello Venditti) - si esibiva nei locali del centro-nord in concomitanza con i primi spettacoli tenuti dai Pooh di Riccardo Fogli (pontederese come la tastierista Santerini). Il repertorio era costituito prevalentemente da brani soul tipo Respect o Save Me o da cover di canzoni al tempo in voga eseguite da artisti come Aretha Franklin, Otis Redding, Percy Sledge, Julie Driscoll.
Al ritorno dalla disavventura asiatica il gruppo proseguì per qualche tempo l'attività per poi sciogliersi, dopo aver inciso brani con l'RCA che non vennero in seguito lanciati sul mercato. Pur avendo ottenuto riconoscimenti (ad esempio, la vittoria nel concorso indetto dal settimanale TV Sorrisi e Canzoni Il Gatto d'Argento) e l'interessamento di Gianni Morandi divenuto una sorta di loro nume tutelare, il contratto con la RCA fu rinnovato solo per la cantante, Rossella, che nel 1974 venne invitata a cantare al festival di Sanremo un motivo di Riccardo Cocciante intitolato Qui (il brano non approdò peraltro alla fase finale).

## L'avventura in Estremo Oriente
Forte di un contratto stipulato dal produttore e road manager Ivo Saggini con una compagnia che si occupava di ingaggiare musicisti e complessi musicali per tournée nell'Estremo Oriente - la LAD Promotion, acronimo delle iniziali dei nomi dei titolari Ladd, Aladdin e Dupont - il gruppo partì dall'aeroporto di Roma-Fiumicino il 29 ottobre 1968 con la prospettiva di una breve tournée che lo avrebbe portato ad esibirsi in diverse grandi città orientali fra cui Manila.
Manila fu infatti la prima tappa del tour. Tuttavia, una volta giunte nella capitale delle Filippine le cinque Stars furono subito dirottate a Saigon per una serie di concerti che avrebbe dovuto comportare solo poche date. Le componenti del gruppo - tutte di giovane età e appartenenti a famiglie borghesi ma non particolarmente abbienti - non poterono che accettare la proposta (in base alle clausole non avrebbero del resto potuto rifiutarsi pena l'incappare in pesanti penali) senza sapere che non avrebbero lasciato l'area di guerra fino alla fine del gennaio successivo.
Se all'inizio il viaggio poteva sembrare un'emozionante avventura, con due spettacoli al giorno in locali e sale da concerto improvvisate e con il gruppo acclamato da un pubblico composto da soli soldati ben disposti a trascorrere qualche ora di svago ascoltando buona musica dal vivo, ben presto la permanenza in Vietnam si trasformò per le cinque Stars e per il loro road manager in un incubo: esibizioni sottoposte a votazione (da parte degli organizzatori, con punteggi da 1 a 5 che indicavano nell'ordine il grado di riuscita dello show), alloggi di fortuna (spesso in situazioni di igiene al limite del tollerabile), pasti sommari e, soprattutto, saltuari, spostamenti faticosi in distaccamenti collinari al confine con la Cambogia, da affrontare con il caldo afoso e spesso sotto la pioggia battente con la scorta di mezzi militari che avrebbero dovuto tutelarli dal tiro dei missili nordvietnamiti, o sotto il bersagliamento dell'artiglieria leggera dei guerriglieri vietcong (nel libro indicati sempre con la sigla in uso da parte dei soldati statunitensi, V.C.).

### Saigon, Chu Lai e Da Nang
Una volta resesi conto che agli organizzatori in Vietnam conveniva trattenere alcuni complessi sul territorio piuttosto che affrontare onerose spese di trasporto per trasferimenti in altri stati orientali in cui tenere concerti, le Stars dovettero assoggettarsi ad avere come base un villino dell'organizzazione a Saigon. Da lì venivano portate quasi quotidianamente, spesso con trasferimenti in aereo od elicottero militare, in località a volte semi-sperdute per tenere fino a due spettacoli al giorno, in orari a volte inconsueti (ad esempio si trovarono a suonare anche alle 8 del mattino). Terminato il concerto e - quando possibile - consumato un frugale pasto, venivano riaccompagnate dai militari armati fino ai denti nel loro quartier generale.
Dalle pagine scritte in quei giorni nei loro diari da Daniela Santerini e da quelle di Rossella, dalle lettere spedite a casa da Viviana Tacchella (la più 'anziana' del gruppo, allora ventiseienne, l'unica sposata e già madre di una bimba, chiamata nelle lettere affettuosamente Susettini) - redatte nello stile ingenuo e colloquiale di ragazze poco più che adolescenti, spesso con il ricorso ad esclamazioni ed espressioni dialettali e gergali - emerge un turbinio di sensazioni e sentimenti che vanno dall'emozione - per qualcosa di nuovo e 'diverso' - e di paura, per il trovarsi inaspettatamente al centro di un conflitto che sarebbe passato alla storia per la sua violenza e sviluppo inusitato. Un'atmosfera che sarebbe poi stata evocata con maestria nel 1986 dal regista Oliver Stone nel film Platoon.
Nelle lunghe ore passare a far nulla nelle stanze d'albergo o del residence in cui erano alloggiate assieme ad altri musicisti, oppure a contatto con soldati pressoché coetanei nei fumosi bar di Saigon, poco padrone della lingua inglese ma in grado di capire e di farsi capire, in una comunità promiscua fatta di artisti, musicisti, road manager, produttori di ogni nazionalità, le Stars ebbero modo di allacciare numerose amicizie (alcune delle quali destinate a durare nel tempo, se non altro a livello di memoria) e di sperimentare situazioni - fra cui i bombardamenti notturni dei guerriglieri vietcong - che le avrebbero indelebilmente cambiate per la vita.
Particolarmente toccante sotto questo aspetto è la narrazione del periodo in cui, ai primi di gennaio 1969, la bassista del gruppo, Franca Deni, affetta da una grave forma di polmonite fu costretta - prevalentemente accompagnata da Daniela Santerini, l'unica che parlasse un po' di inglese anche se a fatica - ad un ricovero in ospedale nella base di Chu Lai.

### Le testimonianze
Scrive da Saigon Daniela Santerini domenica 26 gennaio 1969, il giorno prima del rientro in Italia:
Rossella Canaccini aveva, dal canto suo, annotato, in data 11 gennaio da Chu Lai:
Per evitare che il marito, Giulio, rimasto in Italia, nutrisse eccessiva preoccupazione per la sua sorte, scrive la bandleader Viviana Tacchella in una lettera datata Da Nang 7 dicembre 1968:
Al ritorno a casa, Daniela Santerini inviò il suo dario - raccolto dalla madre in un manoscritto - all'Archivio Diaristico di Pieve Santo Stefano (AR). Nello stesso anno del ritorno delle Stars in patria il festival di Woodstock avrebbe di fatto sancito la fine dell'esperienza della Beat Generation.
Quarant'anni dopo gli eventi raccontati nel manoscritto Daniela Santerini decide di mandare in stampa - dapprima con Vivaldi di Pontedera, poi con Erasmo di Livorno e infine con Youcanprint - la sua testimonianza integrata da brani delle lettere di Viviana e del diario di Rossella, un testo che è anche uno "spaccato" del Sessantotto, restituito sotto una prospettiva ed un'angolazione assolutamente originali rispetto alla documentazione successiva entrata a far parte dell'immaginario collettivo.
Nella chiosa dell'autrice sta il succo del volume:
(pag. 156)

## Le autrici
- Daniela Santerini, Pontedera, 26 febbraio 1948, formazione classica, tastierista, autrice di saggi, romanzi e poesie (ha pubblicato diversi libri), insegnante di musica (ha elaborato un proprio metodo per lo studio del pianoforte), ha fatto parte delle Stars dal 1967 al 1972. Lasciato il gruppo si è trasferita in Sardegna. Ha fondato a Carbonia il centro artistico Le
- Ursula Galli, di Livorno, nata nel 1967, ovvero nell'anno di fondazione de le Stars, è giornalista ed autrice di libri. Ha curato per l'editrice Erasmo la seconda stesura del diario, e alcune sue riflessioni sono riportate anche nell'ultima.
- Rossella Canaccini, la più giovane del gruppo (classe 1953), cantante, è l'unica del gruppo che ha intrapreso una carriera discografica, partecipando anche a manifestazioni canore come Un disco per l'estate e Festival di Sanremo, sempre nel 1974.
- Viviana Tacchella, piombinese, chitarrista, è stata la fondatrice de le Stars. Terminata l'esperienza del gruppo beat è divenuta insegnante titolare di un'accademia di musica sperimentale.